# Eriosema tisserantii
Eriosema tisserantii là một loài thực vật có hoa trong họ Đậu. Loài này được Staner & De Craene miêu tả khoa học đầu tiên.